# 神崎範之
神崎 範之（かんざき のりゆき、1982年12月12日 - ）は、日本の元フィギュアスケート選手（男子シングル）。2005年ネーベルホルン杯2位。シングルのISUテクニカルスペシャリスト（国際スケート連盟認定の技術審判員）。

## 経歴
大阪府立四條畷高等学校卒業後、1浪して京都大学農学部食品生物科学科に進む。2006年に大学を卒業し同大大学院に籍を置き、生活習慣病などの研究で修士号を取得。卒業後はサントリー健康科学研究所の研究員としての仕事の傍ら、全日本選手権をはじめとする国内の大会で技術審判員を務めている。2023年サントリー退職。
3回転アクセルを武器に堅実な演技を見せた。エキシビションでは『冬のソナタ』に出演したペ・ヨンジュンに扮するなど、ユニークな一面もあった。2003-2004シーズンよりシニアの強化指定選手になるが、同シーズンは右足首の靱帯を切断する大怪我を負った。2006-2007シーズンの全日本選手権で4位に入り、2007年四大陸選手権への出場を最後に引退。京都府内のリンクが閉鎖され、研究と競技両立が困難となったことが理由だという。
2011-2012シーズン、冬季国体にておよそ5年ぶりに競技会に復帰、成年男子の部で6位となった。

## 主な戦績
| 大会/年          | 2002-03 | 2003-04 | 2004-05 | 2005-06 | 2006-07 |
| ---------------- | ------- | ------- | ------- | ------- | ------- |
| 四大陸選手権     |         |         |         |         | 7       |
| 全日本選手権     | 9       | 10      | 7       | 10      | 4       |
| ユニバーシアード |         |         |         |         | 7       |
| ネーベルホルン杯 |         | 8       |         | 2       |         |

### 詳細
| 2006-2007 シーズン  |                                                              |         |          |          |
| 開催日              | 大会名                                                       | SP      | FS       | 結果     |
| 2007年2月7日-10日   | 2007年四大陸フィギュアスケート選手権（コロラドスプリングス） | 7 62.34 | 8 119.24 | 7 181.58 |
| 2007年1月17日-27日  | ユニバーシアード冬季競技大会（トリノ）                       | 5 62.19 | 9 112.29 | 7 174.11 |
| 2006年12月27日-29日 | 第75回全日本フィギュアスケート選手権（名古屋）               | 4 70.78 | 4 140.19 | 4 210.97 |

| 2005-2006 シーズン    |                                              |         |           |           |
| 開催日                | 大会名                                       | SP      | FS        | 結果      |
| 2005年12月23日-25日   | 第74回全日本フィギュアスケート選手権（東京） | 8 59.57 | 11 104.70 | 10 164.27 |
| 2005年9月29日-10月2日 | ネーベルホルン杯（オーベルストドルフ）       | 3 58.94 | 1 119.91  | 2 178.85  |

| 2004-2005 シーズン  |                                                |         |          |          |
| 開催日              | 大会名                                         | SP      | FS       | 結果     |
| 2004年12月24日-26日 | 第73回全日本フィギュアスケート選手権（新横浜） | 9 53.55 | 7 108.99 | 7 162.54 |

| 2003-2004 シーズン  |                                              |          |         |          |
| 開催日              | 大会名                                       | SP       | FS      | 結果     |
| 2003年12月25日-26日 | 第72回全日本フィギュアスケート選手権（長野） | 9        | 9       | 10       |
| 2003年9月3日-7日    | ネーベルホルン杯（オーベルストドルフ）       | 12 45.31 | 8 92.10 | 8 138.29 |

| 2002-2003 シーズン  |                                              |    |    |      |
| 開催日              | 大会名                                       | SP | FS | 結果 |
| 2002年12月19日-22日 | 第71回全日本フィギュアスケート選手権（京都） | 16 | 7  | 9    |

## プログラム
| シーズン  | SP                                                     | FS                                                                       | EX                                      |
| --------- | ------------------------------------------------------ | ------------------------------------------------------------------------ | --------------------------------------- |
| 2006-2007 | ボレロ 作曲：モーリス・ラヴェル 振付：トム・ディクソン | オペラ座の怪人 作曲：アンドルー・ロイド・ウェバー 振付：トム・ディクソン | 冬のソナタ ボーカル：Ryu 振付：濱田美栄 |
| 2005-2006 | 3 Pieces for Blues Band                                | オペラ座の怪人 作曲：アンドルー・ロイド・ウェバー                        | 冬のソナタ ボーカル：Ryu 振付：濱田美栄 |